# Chaïne Staelens
Chaïne Staelens (ur. 7 listopada 1980 w Kortrijku w Belgii) – holenderska siatkarka występująca na pozycji przyjmującej. W reprezentacji wystąpiła w 365 meczach w latach 1997–2011.  Karierę siatkarską zakończyła po sezonie 2012/13 z powodu kłopotów zdrowotnych. W 2014 wzięła udział w Mistrzostwach Światach w siatkówce na siedząco, które były rozgrywane w Elblągu.

## Życie prywatne
Jej siostrą jest siatkarka, reprezentantka Holandii - Kim Staelens.

## Sukcesy
- 2009:  Srebrny medal na Mistrzostwach Europy
- 2009:  Srebrny medal Ligi Mistrzyń
- 2007:  zwycięstwo w World Grand Prix
- 2006, 2007, 2008:  Mistrzostwo Holandii
- 2006, 2007, 2008:  Puchar Holandii